# Xã Walnut, Quận Madison, Iowa
Xã Walnut (tiếng Anh: Walnut Township) là một xã thuộc quận Madison, tiểu bang Iowa, Hoa Kỳ. Năm 2010, dân số của xã này là 408 người.